# Bloodlust/In Nomine Satanas
Bloodlust/In Nomine Satanas è il secondo singolo realizzato dalla band Venom pubblicato il 13 agosto del 1982 con l'etichetta Neat Records.
Bloodlust viene ancora suonata dai Venom e dai Venom Inc. come canzone d'apertura o di chiusura dei loro concerti.
Il lato B contiene il brano In Nomine Satanas,
Sempre nel 1982 la band ha realizzato un Live EP contenente i brani Bloodlust, Witching Hour e Welcome to Hell.

## Tracce
1. Bloodlust - 2:57
2. In Nomine Satanas - 3:28

## Formazione
- Conrad "Cronos" Lant – voce, basso
- Jeffrey "Mantas" Dunn - chitarra
- Anthony "Abaddon" Bray - batteria